# 文殊皇帝
文殊皇帝（もんじゅこうてい、チベット文字：འཇམ་དབྱངས་གོང་མ་ཆེན་པོ; ワイリー方式：vjam dbyangs gong ma chen po、満洲語: ᠮᠠᠨᠵᡠᠰᡳᡵᡳ
ᡥᠠᠨ　転写：manjusiri han）は、チベット仏教圏における清の皇帝に対する敬称である。皇帝は満州人にはハン(han)、漢人社会の中国に対しては天子、モンゴルに対してはハーン、チベット仏教徒に対しては文殊皇帝として政に臨んだ。
文殊菩薩の化身、仏と仏法を奉じて世界を安寧に導く「王の中の王」たる転輪聖王を一身に体現した存在とみなされた。
清の支配民族である満洲人の民族名となったマンジュは、よくサンスクリット語のマンジュシュリー（文殊師利、文殊菩薩のこと）に由来すると言われているが、実際は不明である。元来は16世紀までに女真と呼ばれていた民族のうち、建州女真に分類される5部族（スクスフ、フネヘ、ワンギャ、ドンゴ、ジェチェン）の総称であった。岡田英弘はダライ・ラマが「マンジュと言われるからには、清朝皇帝は文殊菩薩の化身である」と宣伝したものを乾隆帝が利用したことから文殊菩薩が民族名の由来となったという俗説が生まれたのではないかとしている。。